# Létra
Létra és un municipi francès situat al departament del Roine i a la regió d'Alvèrnia-Roine-Alps. L'any 2007 tenia 820 habitants.

## Demografia

### Població
El 2007 la població de fet de Létra era de 820 persones. Hi havia 270 famílies de les quals 76 eren unipersonals (36 homes vivint sols i 40 dones vivint soles), 79 parelles sense fills, 97 parelles amb fills i 18 famílies monoparentals amb fills.
La població ha evolucionat segons el següent gràfic:
Habitants censats

### Habitatges
El 2007 hi havia 340 habitatges, 270 eren l'habitatge principal de la família, 43 eren segones residències i 26 estaven desocupats. 298 eren cases i 39 eren apartaments. Dels 270 habitatges principals, 205 estaven ocupats pels seus propietaris, 54 estaven llogats i ocupats pels llogaters i 11 estaven cedits a títol gratuït; 10 tenien dues cambres, 38 en tenien tres, 77 en tenien quatre i 146 en tenien cinc o més. 219 habitatges disposaven pel capbaix d'una plaça de pàrquing. A 114 habitatges hi havia un automòbil i a 135 n'hi havia dos o més.

### Piràmide de població
La piràmide de població per edats i sexe el 2009 era:
| Homes | Edats   | Dones |
| ----- | ------- | ----- |
| 8     | 95 o +  | 4     |
| 0     | 90 a 94 | 4     |
| 4     | 85 a 89 | 20    |
| 8     | 80 a 84 | 0     |
| 8     | 75 a 79 | 24    |
| 28    | 70 a 74 | 20    |
| 16    | 65 a 69 | 12    |
| 24    | 60 a 64 | 16    |
| 16    | 55 a 59 | 8     |
| 40    | 50 a 54 | 44    |
| 36    | 45 a 49 | 20    |
| 48    | 40 a 44 | 24    |
| 24    | 35 a 39 | 24    |
| 28    | 30 a 34 | 20    |
| 12    | 25 a 29 | 8     |
| 20    | 20 a 24 | 20    |
| 20    | 15 a 19 | 24    |
| 8     | 10 a 14 | 12    |
| 20    | 5 a 9   | 32    |
| 16    | 0 a 4   | 24    |

## Economia
El 2007 la població en edat de treballar era de 498 persones, 368 eren actives i 130 eren inactives. De les 368 persones actives 337 estaven ocupades (188 homes i 149 dones) i 31 estaven aturades (23 homes i 8 dones). De les 130 persones inactives 58 estaven jubilades, 32 estaven estudiant i 40 estaven classificades com a «altres inactius».

### Ingressos
El 2009 a Létra hi havia 307 unitats fiscals que integraven 790,5 persones, la mediana anual d'ingressos fiscals per persona era de 17.918 €.

### Activitats econòmiques
Dels 40 establiments que hi havia el 2007, 1 era d'una empresa alimentària, 2 d'empreses de fabricació de material elèctric, 4 d'empreses de fabricació d'altres productes industrials, 6 d'empreses de construcció, 7 d'empreses de comerç i reparació d'automòbils, 3 d'empreses de transport, 4 d'empreses d'hostatgeria i restauració, 1 d'una empresa d'informació i comunicació, 2 d'empreses financeres, 5 d'empreses de serveis, 4 d'entitats de l'administració pública i 1 d'una empresa classificada com a «altres activitats de serveis».
Dels 9 establiments de servei als particulars que hi havia el 2009, 2 eren tallers de reparació d'automòbils i de material agrícola, 1 fusteria, 1 lampisteria, 2 electricistes, 1 perruqueria i 2 restaurants.
L'únic establiment comercial que hi havia el 2009 era una botiga de menys de 120 m².
L'any 2000 a Létra hi havia 54 explotacions agrícoles que ocupaven un total de 504 hectàrees.

## Equipaments sanitaris i escolars
L'únic equipament sanitari que hi havia el 2009 era un centre de salut.
El 2009 hi havia una escola elemental.

## Poblacions més properes
El següent diagrama mostra les poblacions més properes.